# Les Thanatonautes
Les Thanatonautes est un roman de Bernard Werber, mêlant science et fantastique, publié en 1994 aux Éditions Albin Michel. Le mot Thanatonaute est une combinaison des racines grecques Thanato signifiant « la mort » et naute signifiant « navigateur » soit, littéralement, « navigateur de la mort » ou « explorateur de la mort. ». Exploration faite à l'aide d'EMI.
Le romancier a déclaré avoir produit quelques chapitres de son livre Les Thanatonautes par écriture automatique : « Certains passages ont été écrits en écriture automatique. C'est-à-dire qu'il n'y avait pas d'intention d'intégrer le récit à une intrigue, mes doigts couraient tout seul sur le clavier et je relisais après pour découvrir ce que j'avais écrit. »

## Résumé
Michael Pinson découvre la mort par celle de son boucher monsieur Dupont, écrasé par une carcasse de bœuf charolais qui s'était inopinément décrochée.
Autour des questions maladroites qu'il pose à sa mère, se développe une certaine curiosité à ce sujet.
À la mort de son arrière-grand-mère Aglaé, une suggestion impromptue formulée par celui-ci provoque la colère de son aïeul, qui le gifle afin qu'il comprenne la gravité de la mort.
Michael décide alors de se forcer à pleurer.
La troisième expérience de Michael au sujet de la mort, concerne la sienne, touché par un accident de voiture, il s'envole rapidement pour retomber ; il a alors sept ans.
À huit ans, c'est au tour de l'oncle Norbert de décéder, à l'enterrement  Michael a bien appris sa leçon, et pleure à chaudes larmes en pensant aux épinards en branche bouillies..
Là, il rencontre et fait la connaissance de Raoul Razorbak, qui deviendra son ami. Le cimetière du père Lachaise devient alors leur lieu de rendez-vous privilégié. Celui-ci raconte la passion de son père suicidé pour la mort : Francis Razorbak au travers de sa thèse,  la mort, cette inconnue.
Toutefois Raoul est asocial, et se trouve être la bête noire de sa classe. Il lui fait visiter le service des mourants de l'hôpital Saint Louis afin de mieux comprendre la mort, dont ils découvrent un aspect peu ragoûtant.
Les deux amis se séparent, et Michael décide de faire des études de médecine, dans la branche anesthésie et réanimation. Les deux amis se retrouvent à l'âge de trente-deux ans. Michael est alors anesthésiste-réanimateur et Raoul, chercheur en biologie au CNRS où il fait des recherches sur l'hibernation des marmottes.
Un autre thanatonaute fait son apparition dans l'histoire : le président français Lucinder, qui meurt un moment, après qu'une personne dans la foule lui a tiré dessus. Il vit alors une EMI, et est réanimé de justesse grâce à l'acharnement thérapeutique. À la suite de cette expérience, il décide de lancer un grand projet de recherche dans le domaine des NDE.
Michael (après quelques hésitations) et Raoul, avec l'aide de l'infirmière Amandine, s'adonnent alors des expériences sur les volontaires du centre pénitentiaire de Fleury-Merogis.
Après de nombreux échecs, ils finissent par tomber sur le bon candidat : Felix Kerboz.
Mais le scandale médiatique de la thanatonautique éclate : on découvre tous les morts sacrifiés pour en arriver là.
Afin d'évaluer la bonne foi de Lucinder, une expérience médiatisée est organisée en direct, il s'agit de faire revenir Felix Kerboz à la vie. Elle réussit de justesse, mais cela a permis au président de jouir d'une nouvelle renommée.
La course pour la thanatonautique débute, il s'agit de repousser au plus loin l'exploration du continent décrit par Felix. Qu'y a-t-il derrière l'entonnoir? La carte et l'exploration du continent des morts deviennent alors une priorité, dans le monde entier.
Un autre candidat est engagé, Jean Bresson, un cascadeur au sang froid, qui remplace rapidement Felix après sa mort, faisant la course avec l'anglais Bill Graham, un ex-trapéziste, puis d'autres venus le remplacer.
Jean Bresson réussit alors à dépasser le premier mur comatique ; ce qu'il y découvre est terrible, après le territoire bleu, il y a le territoire noir, celui des ténèbres.
Du temps passe avant que la course ne reprenne, face à la peur que représente ce territoire. Stefania Chichelli la bouddhiste italienne fait son apparition. Elle n'utilise pas de produits chimiques pour voyager, mais la technique de la méditation. Finalement elle réussit à franchir la deuxième barrière comatique pour atteindre le troisième mur, de couleur rouge, c'est la zone des plaisirs sexuels.
Ce qui provoque un conflit entre les modernes et les conservateurs. À la suite d'une attaque ectoplasmique de fanatiques religieux que Michael arrive à repousser de justesse, il décide de se marier avec Rose tandis que Raoul se marie à Stefania. Une découverte technique radiophonique permet alors de mesurer l'avancée des thanatonautes dans l'espace et de situer le paradis dans les environs de sagittarius A, un trou noir.
L'exploration du continent des morts continue, c'est un rabbin aveugle Freddy Meyer qui découvre ce qu'il y a derrière le troisième mur comatique, une plaine s'étendant sur plusieurs kilomètres, où des milliards d'ectoplasmes attendent. Tandis qu'ils explorent le continent des morts un attentat est perpétré par la secte des haschischins, des ectoplasmes pirates qui ont tenté de couper le cordon ombilical qui le reliait à son corps.
Se déclare alors une véritable guerre des religions sur le continent des morts. Freddy s'allie à des asiatiques pour former sa petite armée ectoplasmique qu'il nomme armée de l'alliance, tandis que les haschischins forment la coalition ; à la suite de la grande bataille du paradis qui profite à l'alliance, se mettent en place une paix durable entre les deux camps, et l'établissement de règles régissant le paradis.
L'exploration continue ; après la zone d'attente, il y a la zone jaune, la connaissance absolue.
Freddy met en place une nouvelle technique d'exploration qui consiste à attacher les cordons ombilicaux les uns aux autres afin d'en obtenir de plus solides. Après Moch 5, vient le sixième mur comatique, le vert, celui de la beauté idéale. À ce moment, la course pour la mort s'atténue tandis que s'accentuent les luttes intestines entre les partisans de la thanatonautique et les contradicteurs, qui agressent Rose, que Michael décide de sauver en expérimentant la NDE. Il finit par la rejoindre dans la montagne de la pesée où il rencontre les juges (des archanges), elle revient mais Freedy est assassiné par un haschischin.
Michael retourne au 6e territoire où il discute avec un ange, saint Jérome, qui lui apprend qu'il est un grand initié, dont la tâche est de déceler la vérité, d’aider les âmes à s’élever spirituellement et de leur donner les informations concernant l'organisation du paradis. Il en profite pour discuter avec d'autres anges, qui lui apprennent la vérité sur son existence : la mère de Raoul a assassiné son père, et Michael n'est qu'un fils adoptif.
Arrive alors le temps du show biz, et du spectacle ; des conférences sont organisées et un reporter ectoplasmique est envoyé dans l'au-delà afin de faire une interview de la pesée d'une âme. Suit alors une époque de gentillesse généralisée, de peur d'être mal noté à la pesée des âmes, rendant la société apathique et fataliste. Le commerce lié à la thanatonautique prend une allure disproportionnée, avec des comportements tels que des gens se suicident pour un oui ou un non, et une vague de vols de corps (par la multiplication des âmes errantes). Pour lutter contre cela, Stefania met en place une brigade du mal afin de contrebalancer la mièvrerie ambiante. Elle détruit le laboratoire des Buttes Chaumont avec son équipe et tue Raoul Razorbak, qui une fois arrivé à la montagne du jugement, demande à être réincarné en un pied de vigne.
Les anges décident finalement d'intervenir dans notre monde en provoquant par le biais d'un accident d'avion, la mort des pionniers thanatonautes, et d'effacer la mémoire du grand public.
À la fin de l'histoire, Michael Pinson et ses amis, considérés comme grands initiés, sont toutefois condamnés à être jugés et à suivre le cours traditionnel des réincarnations.

## Personnages

### Michael Pinson
- 5 ans : il découvre la mort avec M. Dupont son boucher et son arrière-grand-mère Aglaé, ne comprenant pas la gravité de celle-ci, ses parents lui donnent une gifle ; désormais Michael se forcera à pleurer.
- 7 ans : il se fait heurter par une voiture et meurt quelques instants. Première expérience personnelle de la mort.
- 8 ans : il s'intéresse à la mort des autres à travers les médias. À l'enterrement de son oncle Norbert, il fait la rencontre de Raoul, qui va devenir son meilleur ami. Très cultivé il lui fait découvrir la mythologie égyptienne, il lui donne le courage de faire fuir les adeptes d'une secte sataniste, explore le service gériatrie d'un hôpital afin d'enquêter sur la mort. Trop originaux pour leurs camarades ils subissent leurs invectives.

Tandis que les amis se séparent pour un long terme, la mère de Michael découvre son journal intime  que son frère Conrad va montrer à son école ce qui lui vaut moqueries et railleries.
- 18 ans : il commence des études de médecine, avec comme spécialités l’anesthésie et la réanimation.
- 32 ans : il retrouve son ami Raoul au cimetière du Père-Lachaise qui lui a fait des études de biologie, pratiquant des expériences sur l'hibernation des marmottes.

Par la suite, après quelques réticences il rejoint l'équipe des thanatonautes et s'adonne à des expériences sur des détenus ; après quelques sacrifices, sa première réussite, Felix Kerboz lui permet d'accéder au succès. Amoureux d'Amandine, il finit par se marier à la scientifique Rose Solal, qu'il doit récupérer dans le royaume des morts à la suite de son assassinat, qui est aussi sa première expérience thanatonautique. Il est alors considéré au même titre que ses amis comme grand initié ; son ami lui apprend alors qu'il est orphelin et qu'une autre femme l'attend ailleurs. Michael décide néanmoins de ne pas tenir compte de ces informations. L'expérience thanatonautique finit alors par dégénérer, les anges décident d'y mettre fin en provoquant un accident de Boeing 747 et en effaçant la mémoire de tous à ce sujet. Ses amis et lui meurent dans l'accident.

### Raoul Razorbak
Enfant, Raoul rencontre Michael Pinson au cimetière du Père-Lachaise à l'enterrement de son oncle Norbert alors qu'il est lui-même en train de se recueillir sur la tombe de son défunt père Francis Razorbak. Très cultivé, il lui fait découvrir la mythologie égyptienne ainsi que les joies de la lecture. Ils affrontent ensemble une secte de satanistes fréquentant le cimetière et décident d'explorer la mort en enquêtant au service gériatrique d'un hôpital. Son originalité lui vaut d'être le mouton noir de ses camarades. Par la suite, les deux amis se séparent alors une vingtaine d'années avant de se retrouver. Raoul est alors chercheur en biologie et pratique des expériences sur l'hibernation des marmottes. À la suite de la tentative d'assassinat du président Lucinder, il est engagé par celui-ci afin de mener des expériences sur les EMI sur les détenus de la prison de Fleury-Merogis.
Il va sacrifier beaucoup de vies humaines avant de réussir, avec l'aide réticente de son ami Michael, et de la belle infirmière Amandine. Il a tout d'abord une liaison avec Amandine puis se marie avec Stefania lors d'une double cérémonie avec son ami Michael. Par des confidences de Satan, il découvre la raison du suicide de son père ainsi que des informations douloureuses sur le passé de Michael. Ne supportant pas ces confidences, il plonge profondément dans l'alcool. Stefania finit par le quitter pour ensuite rejoindre un mouvement sataniste. Il est finalement tué à coup de hache par Martinez, un ex-détenu revanchard lors de l'attaque du thanatodrome parisien. Arrivé à la pesée de l'âme, il demande aux archanges de le réincarner en vigne alors que par son statut de grand initié il aurait pu obtenir une meilleure réincarnation.

### Amandine Ballus
Elle rencontre les deux héros au pénitencier de Fleury-Merogis afin de pratiquer des expériences d'EMI sur les détenus. Elle ressemble à Grace Kelly, et aime le sexe, elle a une attirance pour les thanatonautes qui prennent des risques, notamment Felix Kerboz, Raoul Razorbak et Freddy Meyer avec lequel elle finit par se marier. Michael l'aime secrètement, ce qui n'est pas réciproque. Elle meurt dans l'accident du Boeing 747.

### Rose Solal
Scientifique travaillant sur le Projet Eden, elle rejoint l'équipe des thanatonautes à mi chemin, et met au point un récepteur d'ondes qui lui permet de repérer les ondes émises par les ectoplasmes des thanatonautes. Rose et Michael terminent ensemble ; ce dernier ira la récupérer au paradis, à la montagne du jugement, elle donne par la suite naissance à Freddy junior au départ considéré comme sa réincarnation (à tort). Elle meurt dans l'accident du Boeing 747.

### Freddy Meyer
Ancien chorégraphe qui est devenu juif et rabbin à la suite d'un accident de deltaplane qui l'a rendu aveugle, Freddy Meyer a un grand sens de l'humour, justifié par la fin de son cycle de réincarnation, et met en place la technique des cordons tressés, qui permettra à nos héros d'arriver au bout du royaume des morts. C'est aussi un courageux aventurier et un stratège hors pair dans la bataille du paradis. Marié à Amandine, Il finit par être tué par le vieux de la montagne, à la suite de la mission de sauvetage de Rose Solal.

### Le vieux de la montagne
Chef de la secte des haschischins, et principal rival de Freddy Meyer, il organise un conflit d'ectoplasmes au paradis, il tue Freddy à la suite d'une embuscade fixée lors d'une opération de sauvetage (Rose), et finit lui-même tué par Amandine qui lui coupe le cordon ombilical.

### Stefania Chichelli
Italienne de Montpellier, de confession bouddhiste, elle est la première à réussir à traverser le mur des plaisirs grâce à sa technique de méditation. De forte corpulence (qu'elle a su dépasser par son intelligence et la méditation) elle sait lire dans les âmes, et a une certaine connaissance du royaume des morts, qu'elle tire du Bardo Thodol. Elle s'amourache de Raoul Razorbak qui finit par quitter Amandine, puis finit elle-même par le quitter pour rejoindre un mouvement sataniste, considérant que le monde est devenu trop mièvre ; son attitude la conduira à assassiner son ex-compagnon. C'est la seule à avoir été épargnée de l'accident du Boeing, les anges considérant qu'elle s'est repentie.

### Conrad Pinson
Frère adoptif de Michael, il est aussi le petit chouchou de sa maman, et passe son temps à taquiner son frère et réussit dans la vie. À la suite de l'essor de la thanatonautique, il s'occupe plutôt de l'aspect mercantile et spéculatif de l'affaire. Il perd son fils, qui se suicide en espérant une meilleure réincarnation, mais cela ne semble pas beaucoup l'affecter.

### Felix Kerboz
Détenu de la prison de Fleury Merogis, plus malin et solide que les autres, il est le premier rescapé des expériences, et le premier thanatonaute en herbe, et se met en couple avec Amandine. Mais mal dans sa peau, et alcoolique chronique il décide de quitter ce monde en lui demandant de lui pardonner.

### Francis Razorbak
C'est le père de Raoul, à la base de son goût pour l'univers des morts, à cause de son mystérieux suicide alors qu'il rédigeait « La mort, cette inconnue », dont on retrouve des articles régulièrement disséminés au travers de l'ouvrage un peu comme L'Encyclopédie du savoir relatif et absolu d'Edmond Wells. C'est en discutant avec Satan que Raoul découvre qu'en réalité, le suicide de son père a été provoqué par sa mère.

### Maxime Villain
Reporter du petit thanatonaute illustré, doté d'une mémoire phénoménale, il est connu notamment pour avoir retranscrit la bataille du paradis, et avoir fait une interview d'une pesée d'une âme (l’interview de l’ectoplasme Donahue) dans la montagne du jugement. Il est aussi considéré comme un traitre par les archanges-juges et termine dans l'accident du Boeing.

### Jean Lucinder
Président de la République française dans les années 2060, victime d'une tentative d'assassinat à l'âge de 58 ans alors qu'il faisait un bain de foule à Versailles. Cette tentative lui permet de faire l'expérience d'une EMI, qui le décide à s'aventurer dans le domaine du paranormal en faisant pratiquer des expériences au sein de la prison de Fleury-Merogis par Raoul Razorbak, Michael Pinson, et Amandine Ballus. Ce n'est pas un explorateur, seul son mandat l'intéresse, il utilise d'ailleurs l'argument du paradis pour être réélu (un mensonge bien évidemment). Il finit par se suicider, las de son existence.

### Benoit Mercassier
Ministre de la recherche, Lucinder vient prendre conseil auprès de lui après sa tentative d'assassinat afin de réaliser des expériences sur les détenus du pénitencier de Fleury-Merogis. Il finit par démissionner et s'enfuit après la révélation des morts de la prison.

## Commentaires
Procédé récurrent chez Bernard Werber, le livre alterne les passages consacrés au fil conducteur de l'histoire et ceux composés de textes sacrés extraits des mythologies, religions et cosmogonies du monde entier, regroupés sous le nom d'« Extrait de la thèse La mort cette inconnue de Francis Razorbak ».
Le livre est le premier volume du cycle des anges faisant lui même partie de la pentalogie du ciel. L'Empire des anges vient compléter le cycle. Le Cycle des Dieux clôt la trilogie et est lui-même publié en trois parties : Nous les dieux, Le Souffle des dieux et Le Mystère des dieux.
Le roman s'intéresse au même thème que le film américain L'Expérience interdite, sorti quatre ans plus tôt.

## Bande dessinée
Le roman est adapté en bande dessinée, dont trois tomes sont sortis : 
1. Le Temps des bricoleurs, 2011.
2. Le Temps des pionniers, 2012.
3. Le Temps des professionnels, 2013.